# Phtisicinae
Sous-famille
Les Phtisicinae sont une sous-famille d'amphipodes.

## Liste des genres
Selon World Register of Marine Species (29 décembre 2018) :
- genre Abyssododecas Takeuchi, Tomikawa & Lindsay, 2016
- genre Aeginoides Schellenberg, 1926
- genre Caprellina Thomson, 1879
- genre Caprellinoides Stebbing, 1888
- genre Chaka Griffiths, 1974
- genre Dodecas Stebbing, 1883
- genre Dodecasella K.H. Barnard, 1931
- genre Hemiproto McCain, 1968
- genre Hircella Mayer, 1882
- genre Jigurru Guerra-García, 2006
- genre Mayericaprella Guerra-García, 2006
- genre Metaproto Mayer, 1903
- genre Microtripus Lim, Rahim & Takeuchi, 2012
- genre Paedaridium Mayer, 1903
- genre Paraproto Mayer, 1903
- genre Perotripus Dougherty & Steinberg, 1953
- genre Phtisica Slabber, 1769
- genre Prellicana Mayer, 1903
- genre Protogeton Mayer, 1903
- genre Protomima Mayer, 1903
- genre Protoplesius Mayer, 1903
- genre Pseudocaprellina Sundara Raj, 1927
- genre Pseudododecas McCain & Gray, 1971
- genre Pseudoprellicana Guerra-García, 2006
- genre Pseudoproto Mayer, 1903
- genre Pseudoprotomima McCain, 1969
- genre Quadrisegmentum Hirayama, 1988
- genre Semidodecas Laubitz, 1995
- genre Symmetrella Laubitz, 1995